# Gare de Brunémont
Gare de Brunémont vasútállomás Franciaországban, Brunémont településen.

## Vasútvonalak
Az állomást az alábbi vasútvonalak érintik:
- Saint-Just-en-Chaussée-Dowaai-vasútvonal

## Kapcsolódó állomások
A vasútállomáshoz az alábbi állomások vannak a legközelebb:
- Gare d’Aubigny-au-Bac
- Gare d’Arleux